# Dalea feayi
Dalea feayi là một loài thực vật có hoa trong họ Đậu. Loài này được (Chapman) Barneby miêu tả khoa học đầu tiên.

## Hình ảnh

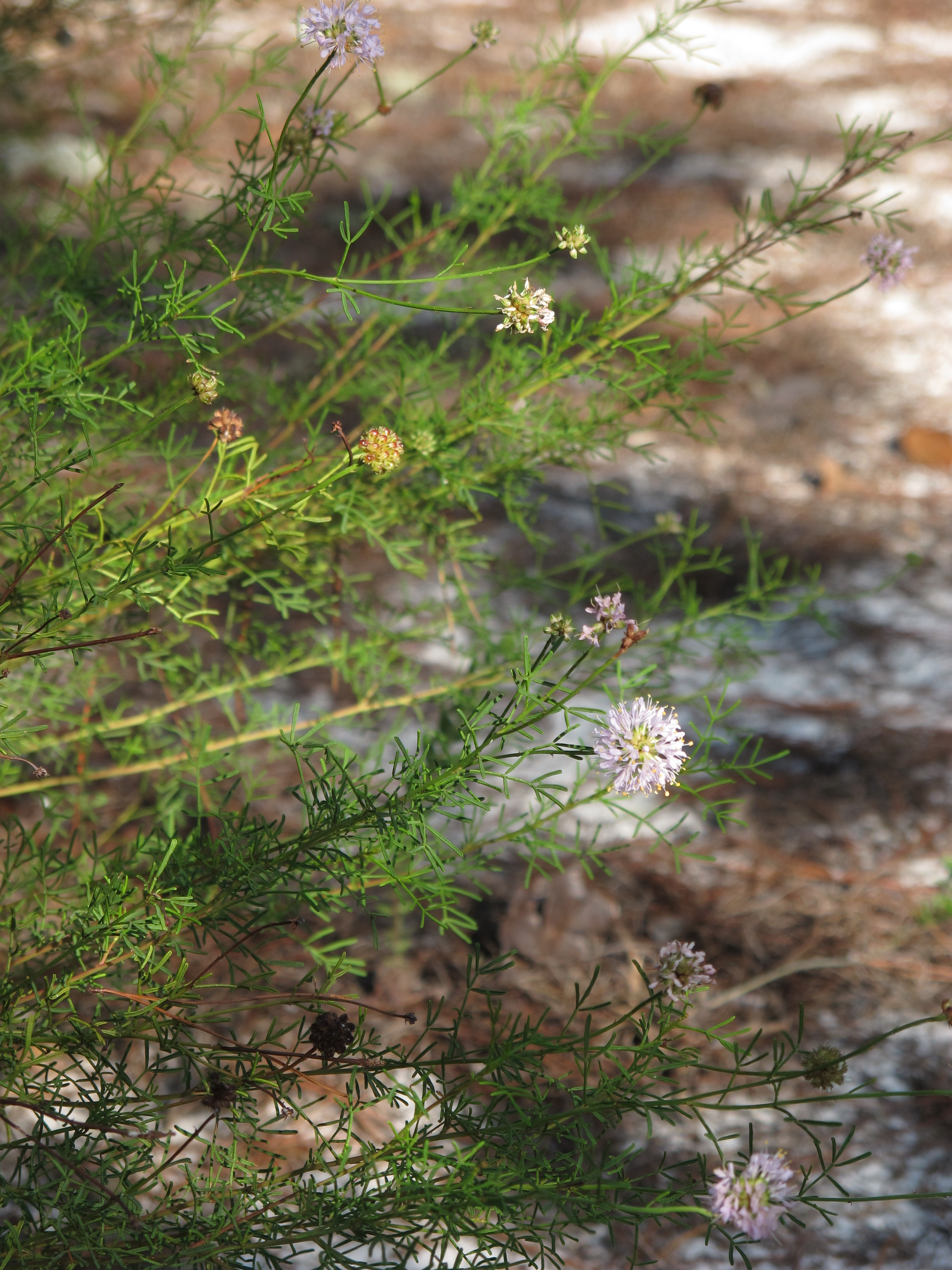
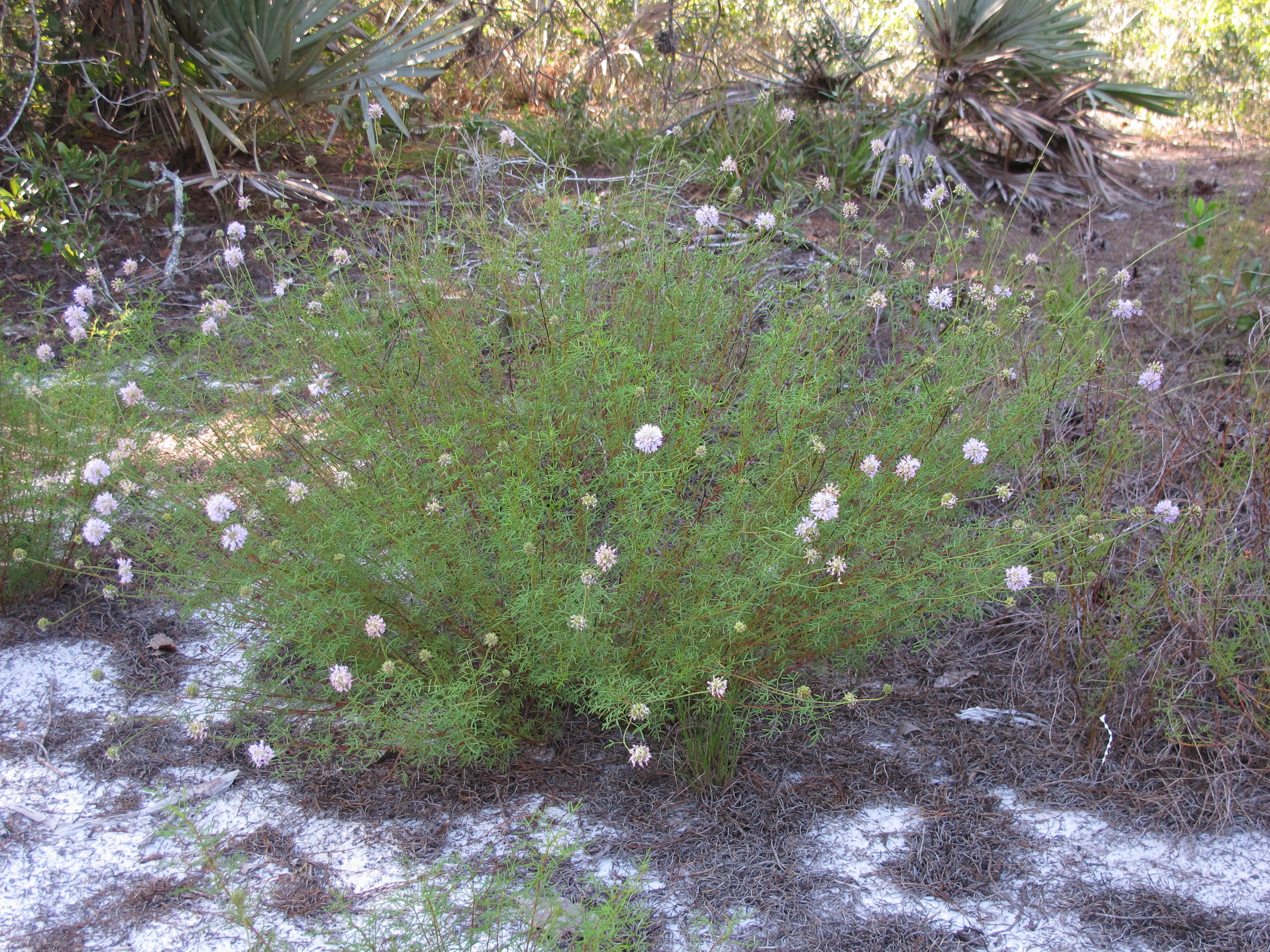
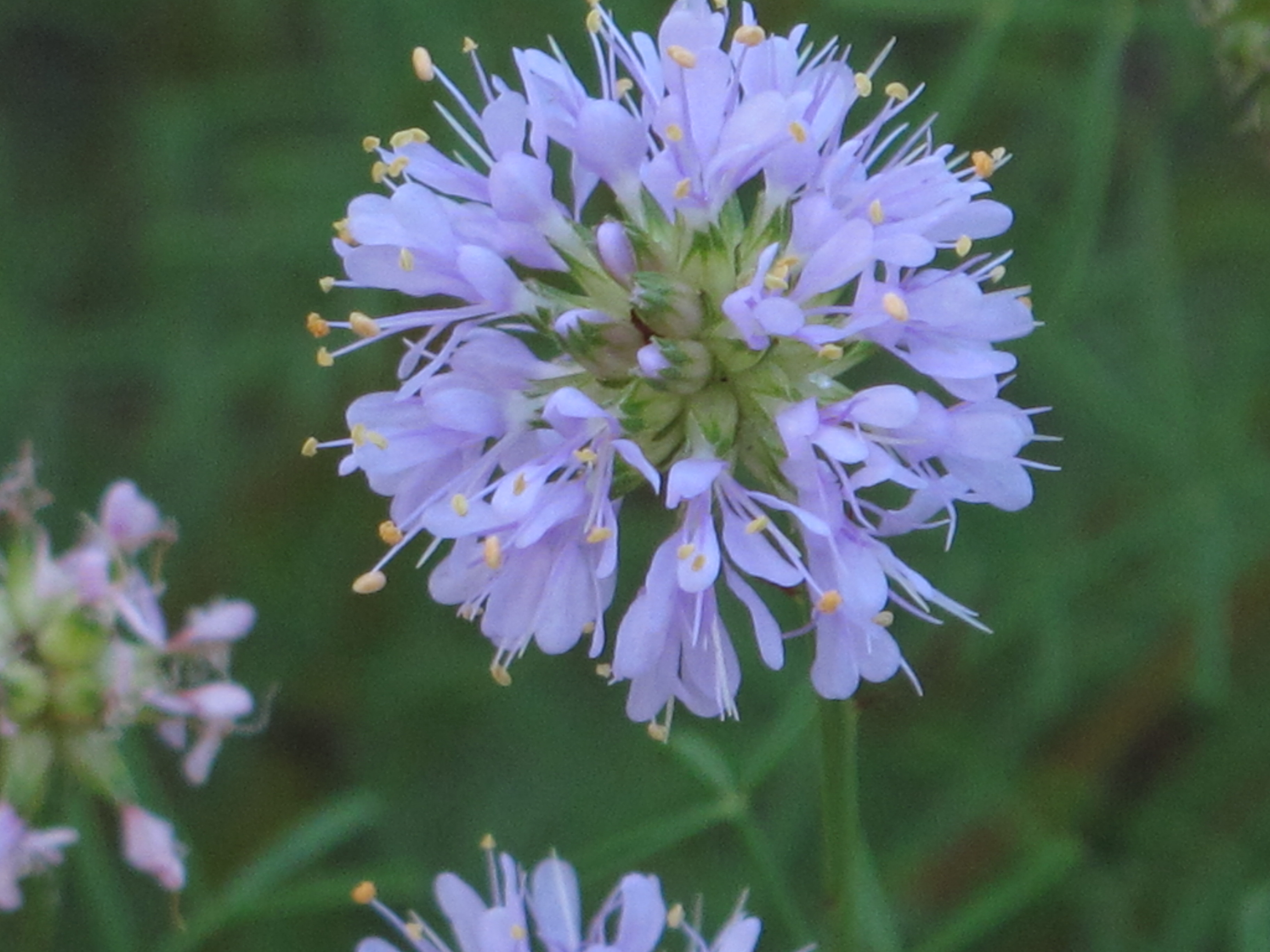
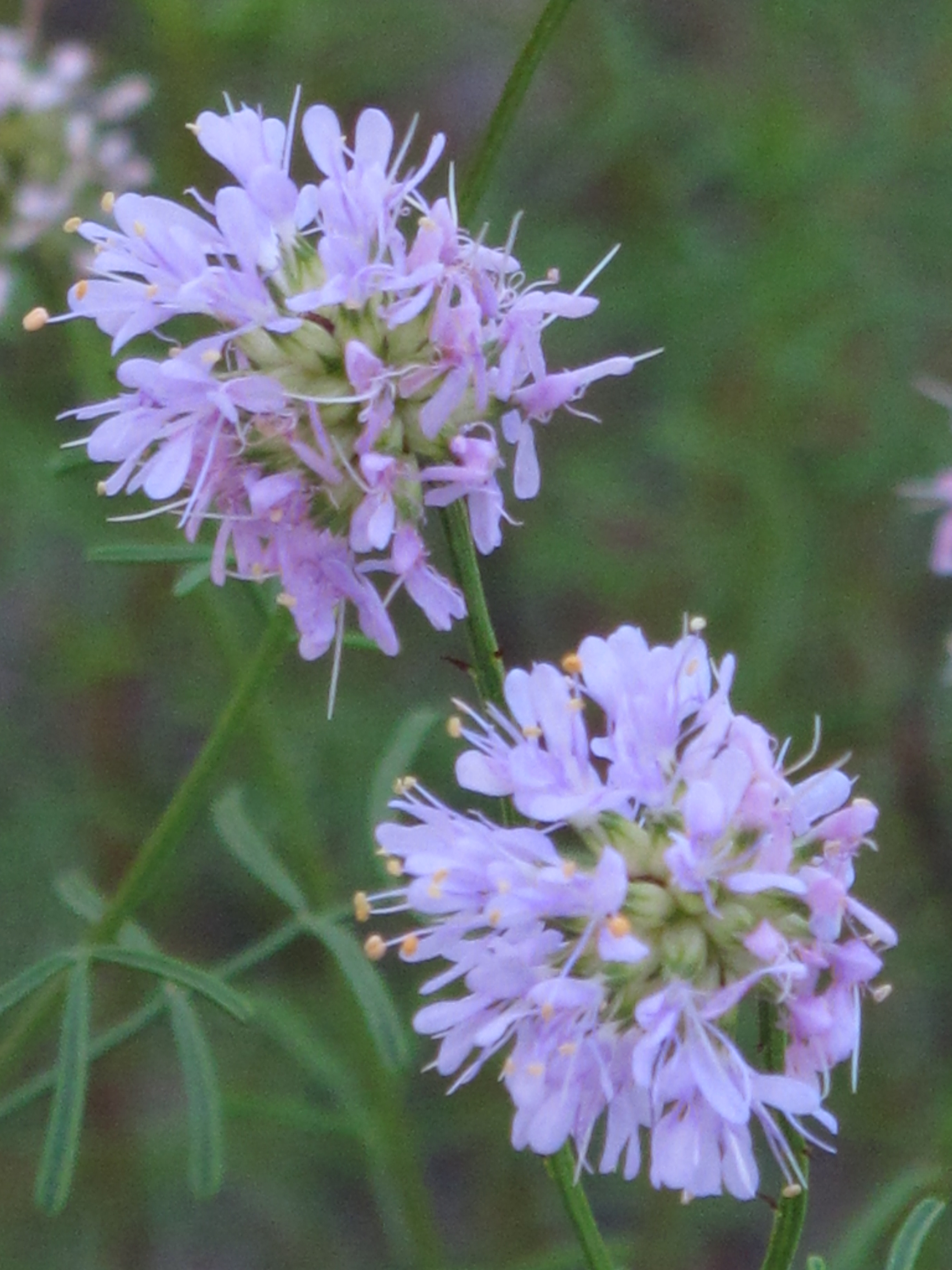